# Merga violacea
Merga violacea är en nässeldjursart som först beskrevs av Agassiz och Mayer 1899.  Merga violacea ingår i släktet Merga och familjen Pandeidae. Inga underarter finns listade i Catalogue of Life.